# Уральская улица (Санкт-Петербург)
Ура́льская улица — улица в восточной части острова Декабристов. Является продолжением 8-й — 9-й линии Васильевского острова к северу от реки Смоленка. После пересечения с Наличной улицей продолжается улицей Кораблестроителей.

## История
Название известно, по крайней мере, с середины XIX века. Трасса нынешней улицы впервые прослеживается на плане Санкт-Петербурга 1840 года. В это время обозначалась как Винный переулок по Винному городку, находившемуся у истока реки Смоленки (в 2022 году была одобрена реконструкция, начавшаяся со сноса части конструкций здания).
Особенностью улицы было и остаётся отсутствие жилой застройки. С самого возникновения улица имела преимущественно промышленный характер. Так, в 1880—1882 годах на этой улице был построен главный корпус Писчебумажной фабрики В. П. Печаткина, затем переименованной в Голодаевскую писчебумажную фабрику, сейчас — АО «Балтийская бумага» (Уральская улица, 13). Здание по адресу Уральская улица, дом 1 было построено в конце XIX века для Санкт-Петербургского трубочного завода, здание на пересечении Уральской и Железноводской улиц (Уральская улица, 10) — для Северной ткацкой мануфактуры братьев Гук.
В 1913 году Уральской улицей называлась часть нынешней улицы до её пересечения с Железноводской улицей, далее та же улица продолжалась как Пятигорская. Изначально конец Пятигорской улицы с Железноводской улицей связывала Кисловодская улица, но в начале 1930-х годов она вошла в промышленную застройку и Пятигорская улица стала заканчиваться тупиком. В межвоенное время новое строительство здесь не велось, к 1939 году уличная сеть и названия улиц, Уральская и Пятигорская, оставались без изменений. Пятигорская улица по-прежнему заканчивалась тупиком, по Уральской улице было организовано автобусное сообщение (маршруты 4 и 18).
По крайней мере, до конца 1960-х годов движение маршрутов общественного транспорта было круговым — автобусы шли от 8-й — 9-й линий по Уральской улице до пересечения с Железноводской, поворачивали на неё, затем сворачивали на проспект КИМа и снова уходили на Васильевский остров. В 1970-е годы в ходе строительства на намытых территориях Пятигорская улица включается в состав Уральской, которая, в свою очередь, доходит до пересечения с Наличной улицей, северная часть которой, как и вся нынешняя улица Кораблестроителей в пределах острова Декабристов, также создаётся в это время.

## Современность
Большая часть ранее существовавших промышленных предприятий прекратила свою деятельность. На их месте возникли многочисленные автосервисы (см., например,), магазины, бизнес-центры и другие предприятия подобного рода. Одним из сохранившихся предприятий является морской завод «Алмаз», основанный в 1931 году и специализирующийся на производстве небольших скоростных судов (катеров). Здесь располагается один из гипермаркетов сети «Лента» (Уральская ул., 29, к. 1. Одно из бывших промышленных зданий после реконструкции используется в качестве гостиницы (отель «Меншиков»).

## Достопримечательности
- 7832269000 Дом № 1 — бывший Санкт-Петербургский трубочный завод (после революции им. Калинина), 1882—1884, расширен в 1930-х. Литера Ж — бывший Васильевский винный городок, производственный комплекс 1806 года, предположительно построенный архитектором Луиджи Руска. Был перестроен около 1873 года для Санкт-Петербургского трубочного завода[13]. С 2001 года имел статус объекта культурного наследия. В 2016 году был выкуплен компанией «Максидом». В 2019 году исключено из реестра ОКН на основании экспертизы, которую градозащитники оценили как ангажированную и непрофессиональную[14][15][16]. В 2020 году новый собственник согласовал в КГИОП проект редевелопмента, который предусматривал восстановление здания в оригинальном виде[17], однако 12 февраля 2022 года начался снос[18][19][20][21]. Разрушение здания стало одним из оснований возбуждения уголовного дела против неустановленных сотрудников КГИОП, заведённого в мае 2022 года по личному указанию главы СК РФ Александра Бастрыкина[22]. У дома установлен памятник М. И. Калинину[23].
- Дом № 8, литера Б — историческое одноэтажное здание дореволюционной постройки, выразительный особняк в неоклассическом стиле. На его месте собственник участка ООО «Торговая компания „Невская линия“» собирается возвести 12-этажную гостиницу. КГИОП не принял заявку на включение здания в реестр объектов культурного наследия. Градозащитники подали иск в Куйбышевский суд, на время рассмотрения дела снос был запрещён[24][25].
- Дом № 13 — в начале XX века здесь располагалась крупная бумажная фабрика, корпуса которой были возведены в 1880—1882 годы по проекту архитектора В. Г. Шаламова. В 1912 году на ней трудились свыше 400 рабочих[26].

## Общественный транспорт
Автобусные маршруты: № 41, 42, 128, 151, 152, 220, 230, 249.
До мая 2002 года по Уральской улице осуществлялось трамвайное движение (на участке «Смоленская набережная — Железноводская улица» — с 1928 года, на участке «Проспект КИМа — Наличная улица» — с 1978 года).

## Пересечения
По направлению от Наличной улицы:
- проспект КИМа
- переулок Декабристов
- Железноводская улица
- улица Одоевского
- набережная реки Смоленки (Уральский мост)